# Cyrba simoni
Cyrba simoni är en spindelart som beskrevs av Dilrukshan P. Wijesinghe 1993. Cyrba simoni ingår i släktet Cyrba och familjen hoppspindlar. Inga underarter finns listade i Catalogue of Life.